# 이나미야촌
이나미야촌(稲都村)은 지바현 아와군에 일찍이 존재했던 촌이다. 현재의 미나미보소시 중부에 해당한다.

## 역사
- 1889년 4월 1일 - 정촌제 시행에 의해 아와군 이나미야촌이 성립하였다.
- 1953년 5월 1일 - 다키타촌, 고쿠후촌과 합병해, 미요시촌이 신설해, 동일 이나미야촌은 폐지되었다.
- 2006년 3월 20일 - 미요시촌이 도미우라 정, 도미야마 정, 시라하마 정, 지쿠라 정, 마루야마 정, 와다 정과 합병해, 미나미보소시가 신설되었다.

## 관련링크
- 千葉県安房郡稲都村 (12B0020001) - 역사적 행정구역 데이터셋 베타 버전